# Charles John Phipps

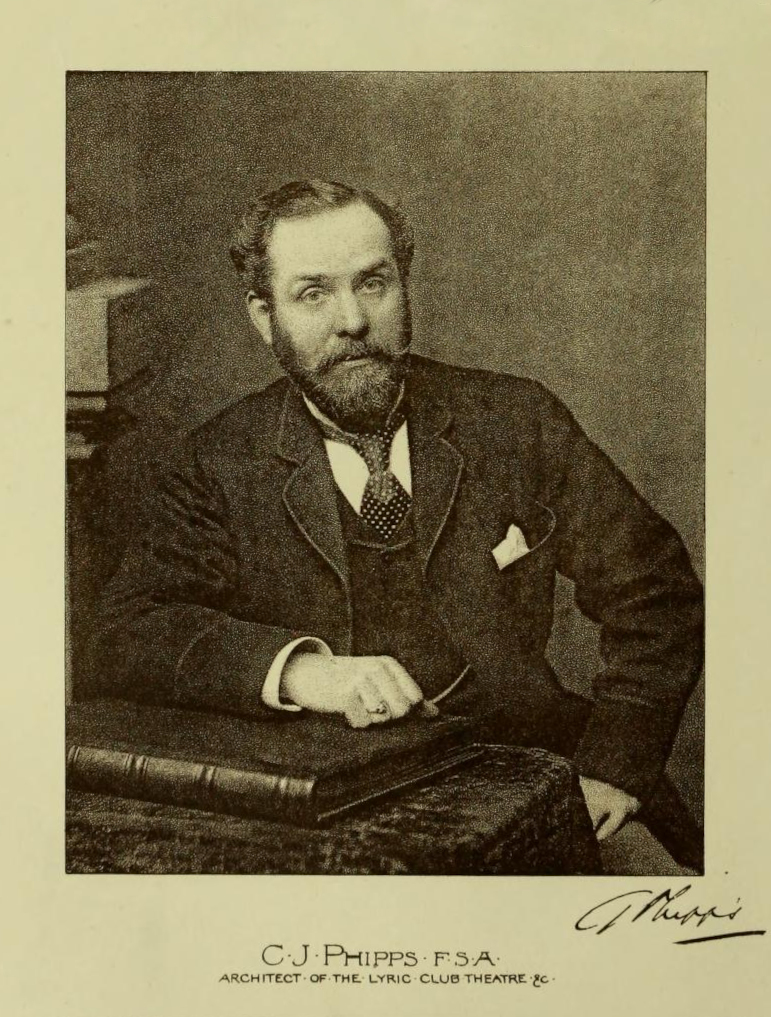
Charles .J. Phipps um 1890

Charles John Phipps (* 1835 in Bath, Somerset, England; † 25. Mai 1897 in London) war ein britischer Architekt, der vor allem durch Theaterbauten bekannt wurde.

## Leben
Seine erste große Arbeit führte er in seiner Geburtsstadt Bath aus. Nachdem das alte Theatre Royal 1862 durch ein Feuer zerstört worden war, wurde gleich im Anschluss ein Architektenwettbewerb zum Wiederaufbau ausgeschrieben, den Phipps gewann. Als er später nach London zog, erwarb er sich dort rasch einen Ruf als führender Architekt neuer Theaterbauten. So erschuf er 1881 das weltweit erste Theater, das Savoy Theatre, welches vollständig elektrisch illuminiert wurde.
Neben den vielen Theatern, die er in London errichtete, war Phipps auch für landesweit 40 weitere Theater verantwortlich. Darunter Häuser in Irland.
Phipps war ab 1866 Mitglied des Royal Institute of British Architects und saß in deren Rat von 1875 bis 1876.
Er wurde ausgewählt, um das neue Domizil des Royal Institute of British Architects in der 9 Conduit Street zu entwerfen. Es wird gesagt, dass in der Architektur des Gebäudes  der Einfluss von Phipps Geburtsstadt Bath erkennbar sei. Das Gebäude existiert noch immer dort, jedoch ist 1934 das Institut selbst an den Portland Place umgezogen. Phipps war auch Mitglied der Society of Antiquaries of London.
Am 10. April 1860 heiratete er Honnor Hicks. Das Ehepaar hatte zwei Söhne und drei Töchter. Einer seiner Schwiegersöhne, Arthur Blomfield Jackson, war bis zum Tode Phipps als Partner in seinem Architekturbüro tätig.
Phipps starb am 25. Mai 1897 im Alter von 62 Jahren.

## Theaterbauten
- Theatre Royal (Bath) (1862–1863)
- Theatre Royal (Nottingham) (1865)
- Theatre Royal (Brighton) (1854) (Erweiterung)
- Queen’s Theatre (Long Acre) (1867)
- Gaiety Theatre (London) (1868)
- Olympic Theatre (1870), abgerissen 1904
- Varieties Music Hall, Hoxton (1870), abgerissen um 1980
- Vaudeville Theatre, London (1871)
- Gaiety Theatre (Dublin) (1871)
- Tivoli Theatre (Aberdeen) (1872)
- Theatre Royal (Glasgow) (1880 und 1895), seine größte noch existierende Arbeit
- Theatre Royal (Belfast) (1881), abgerissen 1961
- Savoy Theatre, London (1881),[2] neu erbaut 1929, sein bedeutendstes Werk
- Royal Strand Theatre (1882) abgerissen 1905[3]
- Royal Lyceum Theatre, Edinburgh (1883)
- Royal Hippodrome Theatre (ursprünglich: Theatre Royal and Opera House), Eastbourne (1883)
- Prince’s Theatre, London (1884) auch bekannt als Prince of Wales Theatre; abgerissen 1934[4]
- Royal Theatre (Northampton), Northampton (1884)
- Theatre Royal (Portsmouth) (1884)
- Theatre Royal (Exeter) (1886), durch Feuer zerstört 1887
- Lyric Theatre, London (1888)
- Original Shaftesbury Theatre (1888)
- Garrick Theatre, London, with Walter Emden (1889)
- Tivoli Theatre, London (1890), abgerissen 1957
- Queen’s Hall (1893), erste Entwürfe, durch Bombentreffer 1941 beschädigt und geschlossen, Ende 1950er Jahre abgerissen
- Daly’s Theatre (1893), abgerissen
- Grand Theatre, Wolverhampton (1894)
- Folly Theatre (1895), nur Planung
- Her Majesty’s Theatre, London (1897)

## Einiger seiner Arbeiten im Bild

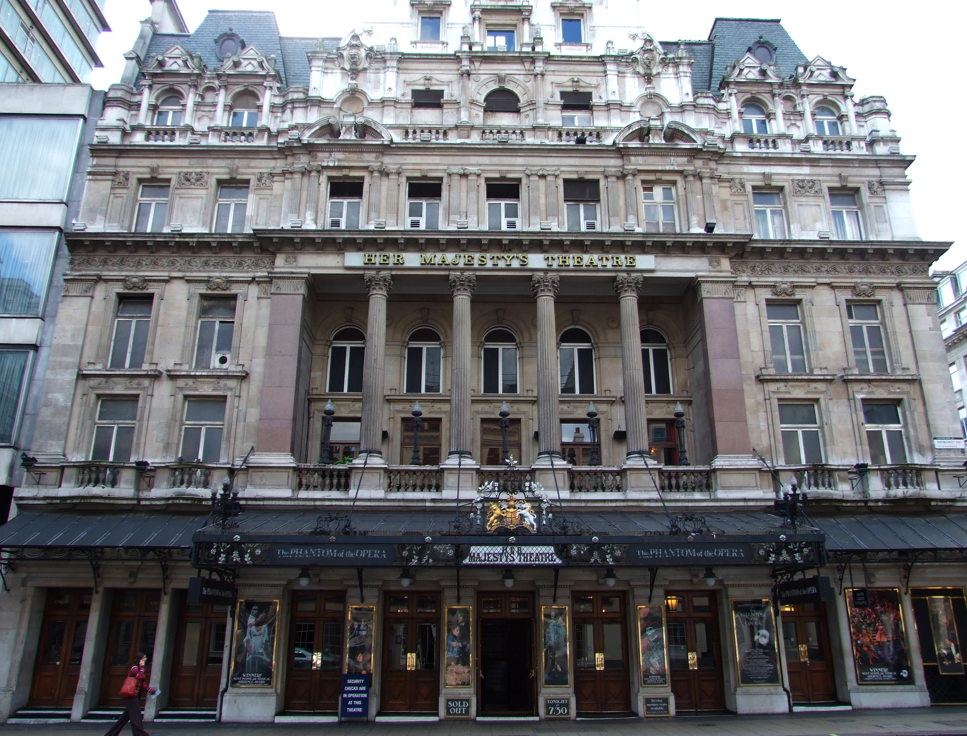
Her Majesty’s Theatre, London (1897)
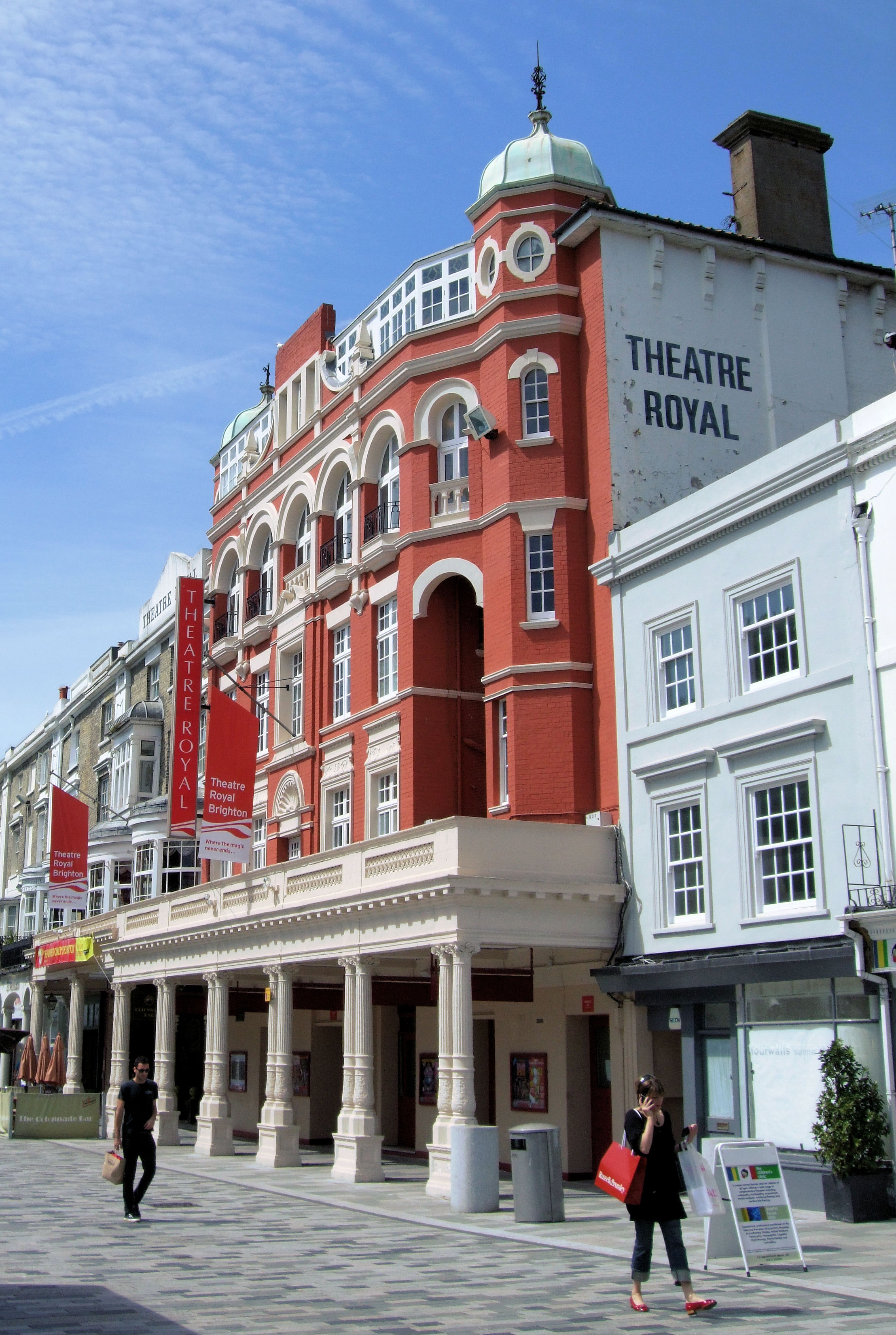
Theatre Royal, Brighton (1854, Erweiterung)
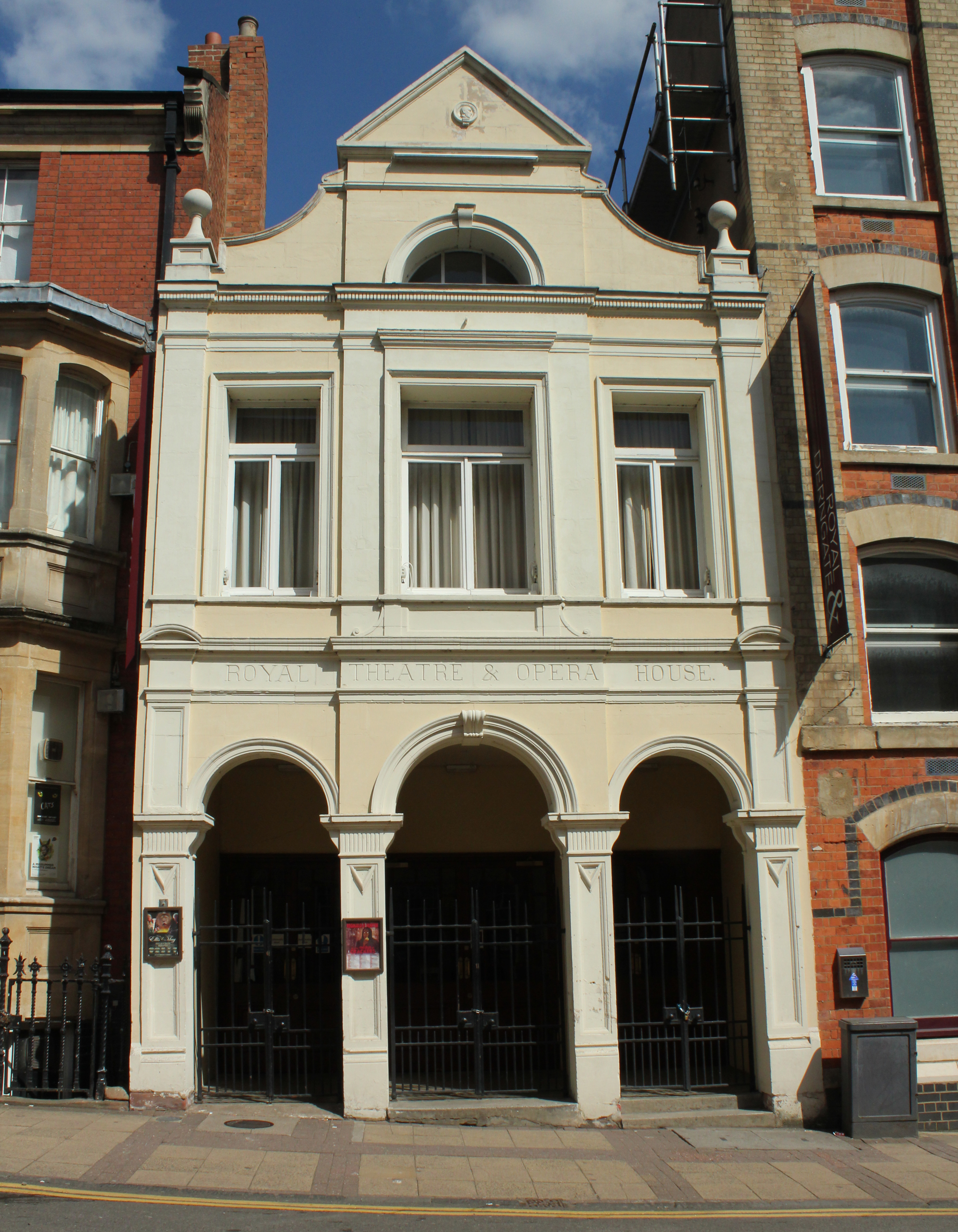
Royal Theatre, Northampton (1884)
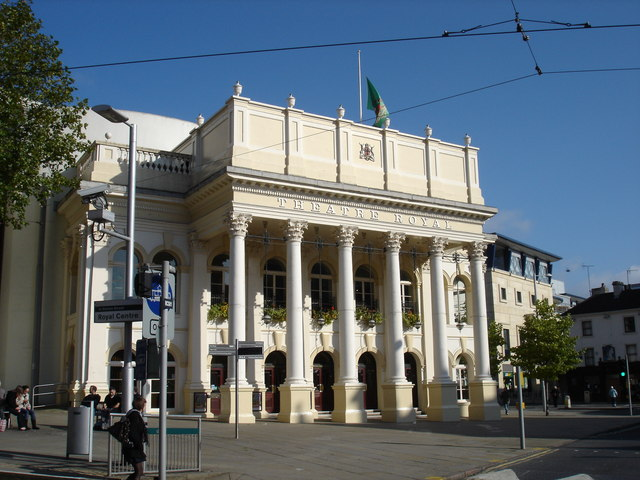
Theatre Royal, Nottingham (1865)
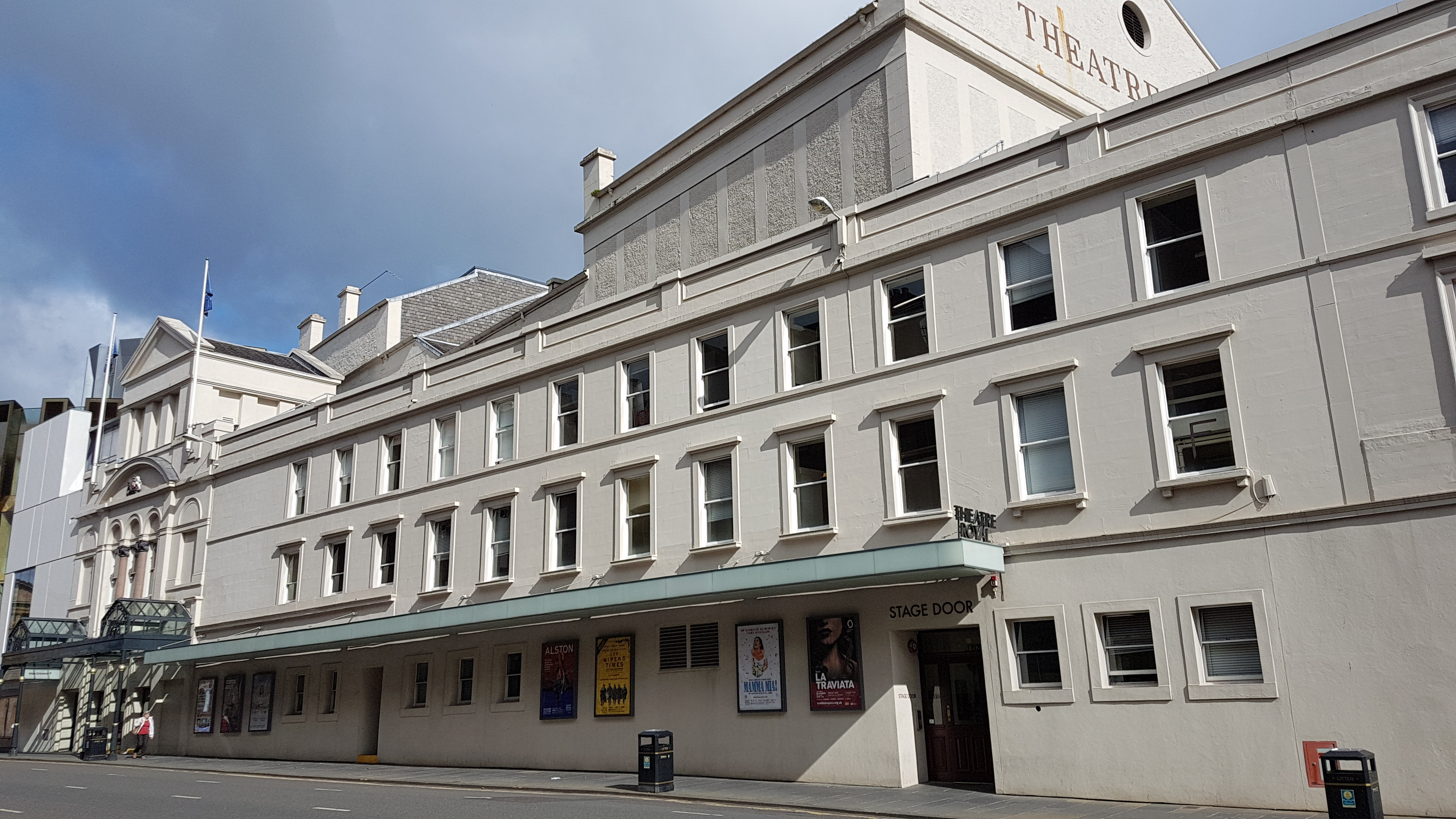
Theatre Royal, Glasgow (1880)
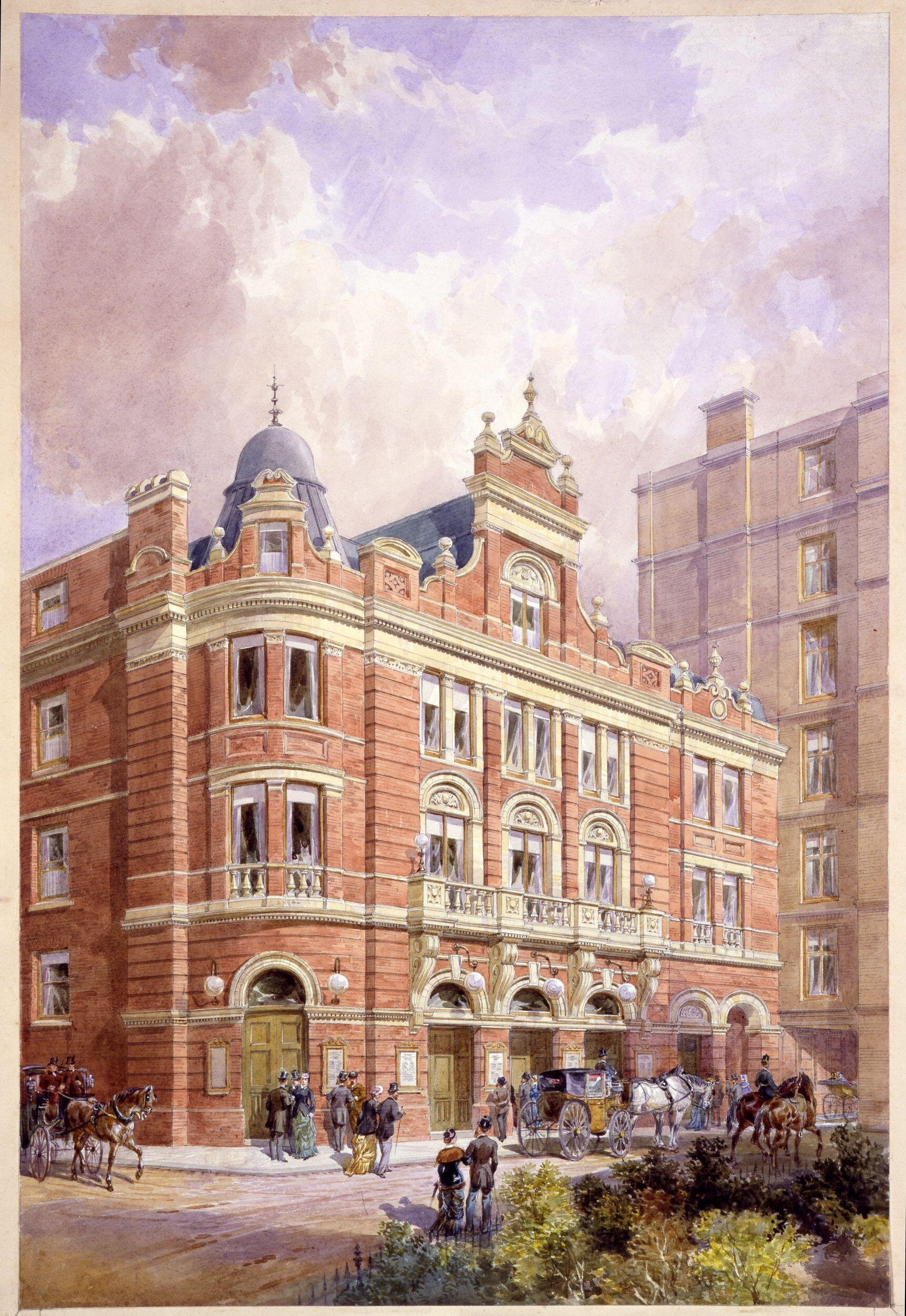
Savoy Theatre, London (1881)